# Skilanglauf-Far-East-Cup
Der Skilanglauf-Far-East-Cup (Ostasiencup) ist eine von der FIS organisierte internationale Rennserie im Skilanglauf, die während des Winterhalbjahres der nördlichen Hemisphäre ausgetragen wird.
Im Skilanglauf gibt es den Far East Cup seit dem Winter 2004/05. Hier werden die Rennen etwas ausgeglichener als im alpinen Skisport an die Nationen China und Japan vergeben, auch in Südkorea finden Wettkämpfe statt. Mit Ausnahme der Siege durch Europäer, die in Weltcuppausen am Far East Cup teilnehmen, triumphierten bis heute auch dort die Japaner in mehr als 65 % der Rennen. Bei den Frauen gab es jedoch auch schon einige Siege der Südkoreaner und Chinesen.
Im Gegensatz zum Weltcup finden alle Rennen in Ostasien statt. Ansonsten sind die Regeln gleich, so auch die Vergabe von Punkten anhand des FIS-Punktesystems. Es werden allerdings nur Sieger in der Gesamtwertung und in den Disziplinwertungen ermittelt, diese werden auch erst seit 2006/07 von der FIS festgehalten.